# Polar X-plorer
Polar X-plorer ist eine Stahlachterbahn im dänischen Freizeitpark Legoland Billund.
Beim Polar X-plorer handelt es sich um einen „Elevated Seating Coaster“ des Herstellers Zierer Rides. Die Bahn besitzt eine Streckenlänge von 498 Meter und eine Höhe von 19 Meter und wurde am 29. April 2012 im neu eröffneten, 12.500 m² großen Themenbereich „Polar Land“ eröffnet. Sie verfügt über ein Vertical Drop Element, welches ebenfalls von der Firma Zierer entwickelt und gebaut wurde und bei dieser Bahn zum ersten Mal ausgeliefert wurde. Um mitfahren zu können, müssen die Fahrgäste mindestens 1,20 Meter groß sein. Kinder zwischen 1,20 Meter und 1,30 Meter dürfen nur in Begleitung eines Erwachsenen mitfahren.
Für die Bahn wurde ein 16,5 Meter hohes künstliches Felsmassiv geschaffen. Die Achterbahnstrecke ist grau und die Achterbahnstützen sind in braun gehalten. Die Achterbahnstation wurde als Polarstation thematisiert und die Züge sind in einer Schneemobil-Optik gehalten. Auf der Hälfte der Strecke befindet sich das fünfzehn Meter hohe Vertical Drop Element, bei dem der Zug zunächst anhält und kurz danach aus fünf Meter Höhe in die Tiefe fällt. Danach rollt der Zug an Polartieren aus Legosteinen und an echten Pinguinen vorbei zurück in Richtung Polarstation.
Der Polar X-Plorer wurde durch eine Dokumentation der Sendung Abenteuer Leben bei Kabel Eins bekannt, die den Bau der neuen Achterbahn im Legoland Billund in Dänemark begleitet haben.

## Züge
Der Polar X-plorer besitzt zwei Züge mit jeweils acht Wagen. Insgesamt sind zwei Sitzplätze in einer Sitzreihe pro Wagen, also 16 Sitzplätze in acht Sitzreihen pro Zug, vorhanden.

## Auszeichnungen
Der Polar X-plorer konnte beim European Star Award 2012 in der Kategorie „Europe's Best New Rides 2012“ den dritten Platz belegen.